# NEID
NEIDとは、アリゾナ州キットピーク国立天文台のWIYN 3.5m望遠鏡に設置されている天体観測用の分光器である。2021年から科学観測に使用されている。
NEIDは高精度視線速度測定を主な目的とする高分散ファイバー供給式クロス分散エシェル分光器である。一回の観測で視線速度の長期測定精度は要求ベースラインが0.5m/s、高度な要求値が0.27m/sとされている。
NEIDは波長は380-970ナノメートルの範囲を観測する。NEIDには以下の二種類の観測モードが存在する。
1. HRモードは見かけのV等級が12等級より明るい恒星の観測に適し、ターゲット周辺の直径0.92秒角の範囲をファイバーに採り入れ、λ/Δλ=R=120,000という高い波長分解能を発揮する。明るい恒星の場合は視線速度の測定精度も向上する[2]。
2. HEモードは直径1.5秒角の範囲を観測し、波長分解能はR=60,000に低下するが、暗い天体（V等級が12-16[2]の観測やシーイングの悪い条件で有利となる[1][2]。なお実測値に基づくWIYN 3.5m望遠鏡のシ―イングの中央値は1.02秒角であった[2]。

NEIDはWIYN望遠鏡の屈曲カセグレン焦点に設置されるポートアダプターと分光器本体を収めた恒温真空容器の2つの部分から構成される。主たる分散はエシェル回折格子によって行い、エシェル格子で分散した光束を垂直分散素子で二次的に分散し、二次元的な電磁スペクトルのフォーマットとして検出器上に結像させ記録する。垂直分散素子はプリズムを、検出器は1枚のe2v社製9k×9k画素CCDイメージセンサを使用している。真空容器と環境制御システムは温度変化を1ミリケルビン以下に抑制している。NEIDの環境制御システムはHPF分光器のものをベースとしている。ただし、低温環境で運用されていたHPFと異なり、NEIDの運用温度は300ケルビン（摂氏27度）の常温である。
NEIDは精密な視線速度の測定を行うために2種類の較正光源装置を備えている。一つはレーザー周波数コム (LFC) を使用したもので、もう一つはファブリ・ペロー干渉計を使用するシステムである。較正光源は原則としてLFCシステムを使用し、ファブリ・ペロー干渉計システムはLFCが使用できない場合に限って使用する予備系統となっている。
2019年12月13日にファーストライト観測でペガスス座51番星のスペクトルを観測した。2021年後半には試運転を終え科学観測に完全に利用できる状態になった。